# Alles lebt
Alles lebt ist das dritte Studioalbum des deutschen Popsängers Adel Tawil.

## Entstehung und Artwork
Alle Kompositionen und Liedtexte auf Alles lebt stammen eigens von Tawil selbst, der diese zusammen mit Koautoren schrieb beziehungsweise komponierte. Die meisten Titel entstanden hierbei unter der Mitwirkung von Mario Wesser, der an insgesamt elf Titeln mitschrieb und komponierte. Der Autor Ali Zuckowski wirkte an sieben Stücken, Marcel Uhde an sechs Stücken mit. Jeweils vier Titel steuerten Robin Grubert, Ricardo Munoz sowie Patrick Salmy bei. Des Weiteren wirkten Friedrich Kautz (Prinz Pi) und Thimo Sander jeweils an zwei Titeln mit. Des Weiteren wirkten weitere vereinzelte Autoren mit, darunter namhafte Musiker wie Cem Toraman (Summer Cem) oder auch Simon Triebel. Autoren wie Grubert, Triebel, Wesser oder auch Zuchowski wirkten bereits an den ersten beiden Alben Tawils als Autoren mit.
Die Produktion des Albums erfolgte durch Juh-Dee, der teilweise alleine sowie in Kooperation mit weiteren Produzenten die Titel produzierte. Mit Ausnahme von zwei Titeln fungierte Melvin Schmitz immer als Co-Produzent („Additional Producer“), bei den anderen zwei Stücken fungierte er als vollwertiger Produzent. Bei vier Titeln erhielten Juh-Dee und Schmitz Unterstützung von Grubert und Salmy. Des Weiteren wirken die Produzenten Samuele Frijo, Yanek Stärk und Triebel (je 1 Titel) mit. Abgemischt wurde das Album durch Zuckowski, bei einem Stück erhielt dieser Unterstützung durch Grubert. Das Engineering erfolgte durch die Zusammenarbeit von Yunus Cimen, Juh-Dee und Salmy.
Auf dem Cover des Albums ist lediglich – neben Albumtitel und Künstlernamen – Tawil zu sehen. Er steht vor einem pinken Hintergrund und hat ein Fernrohr in der Hand, durch das er vom Betrachter aus nach rechts schaut. Das Bild wurde vom Züricher Fotografen Sebastian Magnani geschossen. Das Artwork stammt von Tapas & Twain Berlin.

## Veröffentlichung und Promotion
Die Erstveröffentlichung von Alles lebt erfolgte am 21. Juni 2019 unter dem Musiklabel BMG Rights Management. Vertrieben wurde das Album durch die Warner Music Group. Das Album besteht aus 14 neuen Studioaufnahmen.
Um das Album zu bewerben, erfolgte unter anderem ein Soloauftritt Tawils mit Tu m’appelles in der ProSieben-Show 1:30.

## Inhalt
Alle Liedtexte des Albums sind mit einer Ausnahme in deutscher Sprache verfasst und stammen von Tawil selbst, lediglich das Stück Tu m’appelles ist bilingual und beinhaltet zusätzlich französische Strophen. Es handelt sich bei allen Stücken um Neukompositionen. Musikalisch bewegt sich Alles lebt allgemein im Bereich des Deutschpops, es finden sich aber auch unter anderem in Hawaii Rapanleihen wieder. Der deutsche Nachrichtensender n-tv beschrieb das Album als Mix aus Pop und Urban. Inhaltlich greift Tawil die Themen der Geburt seines Kindes (Neues ich), Fremdenfeindlichkeit (Wohin soll ich gehen) oder auch Turbokapitalismus (Katsching) auf.
Bei zwei Titeln wurde Tawil gesanglich unterstützt. Das Lied Tu m’appelles entstand in Kooperation mit der deutsch-bulgarischen Singer-Songwriterin Peachy. In Hawaii erhält Tawil Unterstützung von Deutschrapper Bausa. Mit beiden Musikern kooperierte Tawils erstmals in seiner Karriere.
| #  | Titel                        | Autor(en)                                                                                              | Produzent(en)                                         | Länge |
| -- | ---------------------------- | --- | ----------------------------------------------------- | ----- |
| 1  | Liebe to Go                  | Ricardo Munoz, Patrick Salmy, Adel Tawil, Marcel Uhde, Mario Wesser                                    | Juh-Dee, Patrick Salmy                                | 3:14  |
| 2  | Katsching                    | Ricardo Munoz, Patrick Salmy, Adel Tawil, Marcel Uhde, Mario Wesser, Ali Zuckowski                     | Robin Grubert, Juh-Dee, Patrick Salmy                 | 3:14  |
| 3  | Tu m’appelles (feat. Peachy) | Robin Grubert, Ricardo Munoz, Patrick Salmy, Thomas Stengaard, Adel Tawil, Mario Wesser, Ali Zuckowski | Robin Grubert, Juh-Dee, Patrick Salmy, Melvin Schmitz | 3:25  |
| 4  | Neues Ich                    | Adel Tawil, Marcel Uhde, Mario Wesser                                                                  | Juh-Dee                                               | 3:03  |
| 5  | Hawaii (feat. Bausa)         | Julian Otto, Adel Tawil, Cem Toraman, Marcel Uhde, Mario Wesser, Ali Zuckowski                         | Juh-Dee, Samuele Frijo                                | 2:55  |
| 6  | DNA                          | Robin Grubert, Adel Tawil, Ali Zuckowski                                                               | Robin Grubert, Juh-Dee                                | 3:40  |
| 7  | Alles lebt                   | Robin Grubert, Friedrich Kautz, Adel Tawil, Mario Wesser, Ali Zuckowski                                | Robin Grubert, Juh-Dee, Melvin Schmitz                | 3:09  |
| 8  | Sie rennt                    | Sebastian Kirchner, Thimo Sander, Adel Tawil, Mario Wesser, Ali Zuckowski                              | Juh-Dee                                               | 3:43  |
| 9  | Unter dem selben Himmel      | Steffen Graef, Ela Steinmetz, Adel Tawil, Marcel Uhde, Mario Wesser                                    | Juh-Dee                                               | 3:21  |
| 10 | 1.000 gute Gründe            | Yanek Stärk, Adel Tawil, Simon Triebel                                                                 | Yanek Stärk, Simon Triebel                            | 2:29  |
| 11 | Neonfarben                   | Adel Tawil, Marcel Uhde, Mario Wesser                                                                  | Juh-Dee                                               | 3:27  |
| 12 | Atombombe                    | Ricardo Munoz, Thimo Sander, Patrick Salmy, Adel Tawil, Mario Wesser                                   | Juh-Dee, Patrick Salmy                                | 3:12  |
| 13 | Wohin soll ich gehen         | Robin Grubert, Friedrich Kautz, Adel Tawil, Mario Wesser, Ali Zuckowski                                | Juh-Dee                                               | 3:09  |
| 14 | Denkmal aus Eisen            | Benjamin Bistram, Elias Hadjeus, Adel Tawil                                                            | Juh-Dee                                               | 3:32  |

## Alles lebt Tour
Die folgende Tabelle beinhaltet alle Konzerte, die Tawil während seiner Alles lebt Tour spielte. Die Tour begann am 9. Januar 2020 in Rostock und endete am 31. Januar 2020 in Wien und führte ihn in vier Wochen durch 16 deutsche Städte sowie jeweils einmal nach Österreich und die Schweiz. Die Tour sollte im Sommer 2020 fortgesetzt werden, die Konzerte mussten jedoch wegen der Corona-Pandemie abgesagt werden.
| Datum           | Stadt             | Veranstaltungsort             | Land        |
| --------------- | ----------------- | ----------------------------- | ----------- |
| 9. Januar 2020  | Rostock           | Stadthalle                    | Deutschland |
| 10. Januar 2020 | Hannover          | Swiss Life Hall               | Deutschland |
| 11. Januar 2020 | Berlin-Tempelhof  | Columbiahalle                 | Deutschland |
| 12. Januar 2020 | Zwickau           | Stadthalle                    | Deutschland |
| 14. Januar 2020 | Erfurt            | Messehalle Erfurt             | Deutschland |
| 15. Januar 2020 | Bremen            | Pier 2                        | Deutschland |
| 17. Januar 2020 | Stuttgart         | Porsche-Arena                 | Deutschland |
| 18. Januar 2020 | Nürnberg          | Arena Nürnberger Versicherung | Deutschland |
| 19. Januar 2020 | Zürich            | Hallenstadion                 | Schweiz     |
| 21. Januar 2020 | Leipzig           | Arena Leipzig                 | Deutschland |
| 22. Januar 2020 | Frankfurt am Main | Festhalle                     | Deutschland |
| 23. Januar 2020 | Hamburg           | Barclaycard Arena             | Deutschland |
| 24. Januar 2020 | Oberhausen        | König-Pilsener-Arena          | Deutschland |
| 26. Januar 2020 | München           | Olympiahalle                  | Deutschland |
| 28. Januar 2020 | Trier             | Arena Trier                   | Deutschland |
| 29. Januar 2020 | Koblenz           | CGM Arena                     | Deutschland |
| 30. Januar 2020 | Neu-Ulm           | Ratiopharm-Arena              | Deutschland |
| 31. Januar 2020 | Wien              | Gasometer                     | Österreich  |

## Singleauskopplungen
Aus Alles lebt wurden drei offizielle Singles ausgekoppelt. Zunächst erschien mit Tu m’appelles die erste Singleauskopplung am 12. April 2019. BMG beschrieb das Lied als ein Stück über die „Verbundenheit der Menschen“, dass von der „bedingungslosen, unaufhaltsamen Bereitschaft“ für jemanden da zu sein handele. Die Kollaboration mit Peachy tat sich kommerziell zunächst eher schwer. Die Single erreichte nach seiner Veröffentlichung in Deutschland zunächst nur mehrere Wochen die Single-Trend-Charts. Mit der Albumveröffentlichung erreichte Tu m’appelles letztendlich die offiziellen Singlecharts und erreichte mit Position 48 seine höchste Chartnotierung. In der Schweiz erreichte Tu m’appelles Position 30 der Singlecharts. Ein Charterfolg in den österreichischen Singlecharts blieb dem Stück verwehrt.
Als zweite Single erschien am 24. Mai 2019 das Leid Neues ich. Das Stück, in dem Tawil das Gefühl des Vaterwerdens besingt, konnte sich kommerziell nicht durchsetzen und verfehlte die offiziellen Singlecharts in Deutschland, Österreich und der Schweiz.
Mit 1.000 gute Gründe erschien am 13. März 2020 die dritte und letzte Single des Albums, die wie sein Vorgänger die Charts verfehlte.

## Mitwirkende
Albumproduktion
- Benjamin Bistram: Komponist (Lied: 14), Liedtexter (Lied: 14)
- Yunus Cimen: Engineering (Lieder: 1–14)
- Samuele Frijo: Musikproduzent (Lied: 5)
- Steffen Graef: Komponist (Lied: 9), Liedtexter (Lied: 9)
- Robin Grubert: Abmischung (Lied: 3), Komponist (Lieder: 3, 6–7, 13), Liedtexter (Lieder: 6–7, 13), Musikproduzent (Lieder: 2–3, 6–7)
- Elias Hadjeus: Komponist (Lied: 14), Liedtexter (Lied: 14)
- Friedrich Kautz: Komponist (Lied: 13), Liedtexter (Lieder: 7, 13)
- Sebastian Kirchner: Komponist (Lied: 8)
- Ricardo Munoz: Komponist (Lieder: 1–3, 12), Liedtexter (Lieder: 1, 3, 12)
- Julian Otto (Bausa): Liedtexter (Lied: 5), Rap (Lied: 5)
- Peachy: Gesang (Lied: 3)
- Patrick Salmy: Gitarre (Lied: 3), Komponist (Lieder: 1–3, 12), Liedtexter (Lieder: 1, 3, 12), Musikproduzent (Lieder: 1–3, 12), Programmierung (Lied: 3)
- Thimo Sander: Komponist (Lieder: 8, 12), Liedtexter (Lied: 12)
- Melvin Schmitz: Engineering (Lieder: 1–14), Musikproduzent (Lieder: 3, 7), Co-Produzent (Lieder: 1–2, 4–6, 8–14)
- Yanek Stärk: Komponist (Lied: 10), Liedtexter (Lied: 10), Musikproduzent (Lied: 10)
- Ela Steinmetz: Komponist (Lied: 9), Liedtexter (Lied: 9)
- Thomas Stengaard: Komponist (Lied: 3)
- Adel Tawil: Gesang (Lieder: 1–14), Komponist (Lieder: 1–14), Liedtexter (Lieder: 1–14)
- Cem Toraman: Liedtexter (Lied: 5)
- Simon Triebel: Komponist (Lied: 10), Liedtexter (Lied: 10), Musikproduzent (Lied: 10)
- Marcel Uhde (Juh-Dee): Engineering (Lieder: 1–14), Komponist (Lieder: 1–2, 4–5, 9, 11), Liedtexter (Lied: 5), Musikproduzent (Lieder: 1–14)
- Mario Wesser: Komponist (Lied: 12), Liedtexter (Lieder: 1–5, 7–9, 11–13)
- Ali Zuckowski: Abmischung (Lieder: 1–14), Komponist (Lied: 6–7, 13), Liedtexter (Lied: 2–3, 5–8, 13)

Artwork
- Sebastian Magnani: Fotograf (Cover)
- Tapas & Twain Berlin: Artwork

Unternehmen
- BMG Rights Management: Musiklabel
- Warner Music Group: Vertrieb

## Rezensionen
- Moritz Fehrle vom Online-Magazin laut.de bewertete Alles lebt lediglich mit einem von fünf Sternen. Das Album verspreche einen elektronischeren, jugendlichen und am Zeitgeist orientierten Sound, die Umsetzung gerate jedoch derart dröge und berechenbar, dass sich Fehrle mehr als einmal der Eindruck aufdränge, hier ginge es um Übungsaufgaben aus dem Lehrbuch “Urban Sounds for Beginners Vol. 1”. Die überwältigende Mehrheit der Lieder funktioniere nach dem alten Erfolgsprinzip. Bildreich und mit viel Pathos besinge Tawil die große Liebe.

In DNA reihe sich ein Klischee an das Nächste, was Fehrle als „distanzloser Scheußlichkeit“ bezeichnete. Eine sanft „dahinplätschernde“ Klavierbegleitung und ein Arrangement, bei dem man die „primitive Kompositionsstruktur“ quasi bildlich vor Augen sehe, untermale das Stück: Das habe die Liebe wirklich nicht verdient! Bei Katsching ist Fehrle der Meinung, dass Hannes Wader aufgrund der „zahnlos, uninspirierten oder debilen“ Art von „bissiger Sozialkritik“ erblassen würde. Tatsächlich gehe der Sohn afrikanischer Eltern das unschöne Thema der wachsenden Fremdenfeindlichkeit an, jedoch mit derart samtenen Handschuhen, dass man ihm letztlich nicht nur eine kitschige Heimathymne, sondern fast einen Schulterschluss mit den Rechten ankreiden müsse. Was Tawil in dem stück nicht wolle, ist mit dem Finger auf Schuldige zu zeigen. Zu hören sei stattdessen von „dunkle(n) Gedanken hinter einsamen Fenstern“. Will meinen: leider seien in letzter Zeit einige Menschen etwas fehlgeleitet, aber eigentlich seien sie doch genauso wie Tawil bloß einer von 80 Millionen. Fehrle stelle sich die Frage, ob man für derlei „hanebüchenen Unsinn“ nicht vielleicht mangelnde Zurechnungsfähigkeit als mildernden Umstand anführen müsste. In dem „befremdlichen Lied“ Atombombe laufe Tawil zu fröhlichen Poprhythmen in Zeitlupe durch die Straßen, während um ihn herum ein Atomalarm losgeht. Da einem so ein drohender Weltuntergang natürlich nicht die gute Partystimmung vermiesen könne, klinge Atombombe auch wie der Soundtrack für die Fanmeilen dieses Landes.
DNA, Atombombe und Wohin soll ich gehen würden drei schaurige Totalausfälle einer Platte darstellen, die insgesamt ein einziger Ausfall sei. Würde man nicht beständig in angstvoller Erwartung des nächsten textlichen Tiefschlags harren, könne man das Album wenigstens weghören. Musikalisch herrsche die große Eintönigkeit. Neben den „fantasiearmen“ Produktionen tragen dazu vor allem die ständig selben Betonungsmuster von Tawils immer ein wenig zu dramatischer Stimme bei. Ein Großteil der Schmachtfetzen unterscheide sich somit nur darin, welche schiefe Metapher nun das jeweilige Grundgerüst bildet. Gerne würde Fehrle etwaige Lichtblicke herausheben. Sofern man die von ihm angesprochene mangelnde Zurechnungsfähigkeit nicht gelten lasse, sei Alles lebt allerdings schlicht das Album, für das die 1-Punkte-Wertung dereinst erfunden wurde. Selbst wenn die Skala statt bis fünf bis fünfzig ginge, käme das Album niemals über einen Punkt hinaus. Aber irgendwer müsse schließlich auch das untere Ende einer Skala definieren. Am Jahresende platzierte das Online-Magazin das Album unter den „schlimmsten Alben des Jahres“.
- Christopher Sennfelder vom E-Zine Plattentests.de gab dem Album drei von möglichen zehn Punkten. Der Sound sei im Vergleich zu So schön anders ein wenig elektronischer geworden, an den Songstrukturen und Melodien habe sich jedoch nichts geändert. Noch immer vergehe exakt die nötige Zeit bis zum Refrain, welcher im Anschluss so oft wiederholt wird, bis auch der Letzte begriffen hat, dass es kein Entkommen gibt. Das Album biete mehr als genug Material für den „Drei-Minuten-Slot“ zwischen Verkehrsnachrichten und Werbeblock. Tawil komme textlich nicht über Bleigießen hinaus und jeder wisse, dass man in „amorphe Klumpen“ alles Mögliche hineininterpretieren könne, sofern der Alkoholgehalt im Blut stimmt. Die Botschaften seien eindeutig: „Lebe dein Leben, liebe Deinen Nächsten, lass die Sonne in Dein Herz“. Es scheitere jedoch an der Vermittlung. Die Musik sei durchaus kompetent gemacht, Tawils Gesang wirke aber meist wie ein Fremdkörper. Dafür könne er nichts, denn an sich besitze er eine durchaus angenehm klingende Stimme. Diese wolle aber einfach nicht so wirklich zu durchdesigntem Synthiegenudel passen.

Das Lied Katsching sei leider keine eingedeutschte Coverversion des Shania-Twain-Klassikers, sondern Konsumkritik aus dem Gebrauchtwarenhandel. Es sei schon fast bewundernswert, mit welcher Hartnäckigkeit Tawil und Team die Brache namens deutschsprachiger Popmusik beackern. Mal kämen dabei einigermaßen schwungvolle Titel wie Tu m’appelles heraus (was von Sennfelder als „Highlight“ hervorgehoben wurde), meist schlonze die Musik aber einfach nur so vor sich hin. Lieder wie 1.000 gute Gründe und Unter dem selben Himmel seien „astreiner Schlager“, was an sich nicht verwerflich wäre, wenn sie denn gut wären. In Hawaii dürfe Bausa einige Zeilen lallen, was einen unangenehmen Kontrast zu Tawils zurechtgeschmirgeltem Singsang ergibt. Atombombe setze dem Elend dann die Narrenkappe auf. Die Story: „nuklear“. Die Pointe: „Fehlalarm. Voll witzig und so.“ Die Fantasielosigkeit, mit der man hier agiere, mache betroffen. Womit auch der zentrale Begriff hinsichtlich des Schaffens des Tawil genannt wäre. Nette Ideen wie die Geschichte, die in Sie rennt erzählt wird, würden zwischen Handclaps und Autotune zerschellen. Texte, die möglichst viele Menschen ansprechen wollen, verlieren sich in Beliebigkeit. Bleiben also noch die Gefühle. Ihnen Ausdruck zu verleihen sei eine Triebfeder der Kunst. Und seien Kopfschmerzen nicht auch ein Gefühl? Wer glaube, er sei stark, werde mit Alles lebt sicher seine Freude haben. Alle anderen sollten die Großpackung Aspirin griffbereit halten.

## Chartplatzierungen
Alles lebt erreichte in Deutschland Rang sieben der Albumcharts und konnte sich eine Woche in den Top 10 halten sowie 19 Wochen in den Top 100. Des Weiteren konnte sich das Album mehrere Wochen in den iTunes-Tagesauswertungen platzieren und erreichte mit Rang zwei seine höchste Notierung am Tag seiner Veröffentlichung. In Österreich erreichte das Album Rang 17 und hielt sich zwei Wochen in der Hitparade. In der Schweizer Hitparade erreichte Alles lebt ebenfalls mit Rang sieben seine höchste Chartnotierung und konnte sich auch dort eine Woche in den Top 10 sowie 14 Wochen in der Hitparade halten.
Für Tawil als Solokünstler ist Alles lebt der vierte Charterfolg in den deutschen Albumcharts. In Österreich und der Schweiz ist es jeweils sein dritter Charterfolg. In Deutschland ist dies sein dritter Top-10-Erfolg, in der Schweiz erreichte er hiermit zum zweiten Mal die Top 10.
| ChartsChartplatzierungen | Höchstplatzierung | Wochen |
| ------------------------ | ----------------- | ------ |
| Deutschland (GfK)        | 7 (19 Wo.)        | 19     |
| Österreich (Ö3)          | 17 (2 Wo.)        | 2      |
| Schweiz (IFPI)           | 7 (14 Wo.)        | 14     |